# (47086) Shinseiko
Shinseiko o (47086) Shinseiko es un asteroide del cinturón de asteroides de nombre provisional 1999 AO3, descubierto en 1999 por Atsuo Asami desde su observatorio privado en la ciudad de Hadano, en la Prefectura de Kanagawa (Japón).

## Origen del nombre
El nombre fue propuesto por el propio descubridor. Recibe su nombre del nombre del lago de Shinseiko, el más joven lago de Japón, que se encuentra situado en Hadano. El lago se formó como resultado del gran terremoto de Kantō de 1923, cuando se desvió el río que corría por el valle. Hoy día es un área natural de gran belleza.